# 아르준 에리가이시
아르준 쿠마르 에리가이시 (2003년 9월 3일 출생)는 인도의 체스 그랜드마스터이다. 체스 신동인 그는 14세 11개월 13일의 나이에 그랜드마스터 타이틀을 획득했다. 2024년 9월, 그는 인도 최고의 레이팅 선수가 되었고, 2024년 12월에는 2801의 최고 레이팅을 달성하여 역사상 15번째로 높은 레이팅 선수이자 비스와나탄 아난드에 이어 2800점대를 넘은 두 번째 인도 선수가 되었다. 그는 대담하고 예측 불가능한 스타일로 인해 보드 위에서 '광인'으로 묘사되기도 한다.

## 어린 시절과 배경
그는 텔랑가나주 와랑갈의 텔루구인 가족에서 태어났다. 그의 아버지는 신경외과 의사이고 어머니는 주부이다. 그는 하나만콘다의 BS 체스 아카데미에서 체스를 배웠다.
그는 2021년 12월까지 데이터 과학을 공부하다가 체스 경력에 집중하기 위해 대학교 1학년 때 중퇴하기로 결정했다.

## 경력

### 2015–2018
2015년, 아르준은 한국에서 열린 2015년 아시아 유소년 챔피언십에서 은메달을 획득했다.

### 2021
2021년은 아르준 에리가이시에게 강한 한 해였다. 그는 알리레자 피루자, 다니일 두보프, 페테르 스비들레르 및 비디트 구지라티를 제치고 골드머니 아시안 래피드에 참가한 최초의 인도 선수가 되었다. 그는 힘든 경기에서 레본 아로니안에게 타이 브레이크에서만 패배했다.
2021년 10월, 아르준은 불가리아에서 열린 주니어 U21 라운드 테이블 오픈 체스 챔피언십(클래식)에서 2위를 차지했다. 그는 알렉세이 사라나와 함께 9점 만점에 7점을 기록했다.
2021년 11월, 아르준은 리가에서 열린 린도레스 수도원 블리츠 토너먼트에서 막심 바시에-라그라브, 레본 아로니안, 다비트 나바라, 다니일 두보프, 페테르 스비들레르 등 많은 선수들을 제치고 82명 중 3위를 차지했다. 같은 달 말, 아르준은 타타 스틸 인도 체스 토너먼트 (래피드 및 블리츠)의 래피드 부문에서 우승했다. 그는 비디트 구지라티, 레본 아로니안, 샘 섕클랜드, 레꽝리엠을 제치고 9점 만점에 6.5점을 기록했다. 그는 패배하는 포지션에서 레본 아로니안을 무승부로 붙잡아 우승을 차지했다.

### 2022
2022년 1월, 아르준은 2022년 타타 스틸 체스 챌린저스에서 우승하여 다음 타타 스틸 체스 토너먼트 마스터스 섹션에 참가할 자격을 얻었다. 그의 최종 점수는 13점 만점에 10.5점이었고 토너먼트 TPR은 2804였으며, 그의 레이팅을 2660으로 끌어올려 상위 100위권에 진입했다.
2022년 3월, 그는 58회 MPL 인도 전국 챔피언십 2022에서 11점 만점에 8.5점을 기록하며 인도 전국 챔피언에 올랐다. 또한, 3월에 아르준은 19회 델리 오픈에서 구케시 디와 하르샤 바라토코티를 타이 브레이크로 제치고 10점 만점에 모두 8.5점을 기록하며 우승했다.
2022년 7월부터 8월까지 아르준은 인도-1팀의 보드 3번으로 출전했다. 그는 11점 만점에 8.5점(+6−0=5)을 기록했으며, 팀은 전체 4위를 차지했다. 2022년 8월, 아르준은 28회 아부다비 국제 체스 페스티벌에서 9점 만점에 7.5점과 2893의 수행 점수로 우승했다.
2022년 12월, 아르준은 2022년 타타 스틸 체스 인도 블리츠에서 18점 만점에 12.5점을 기록하며 우승했는데, 이는 현재까지 타타 스틸 대회에서 세 번째 우승이다.

### 2024
2024년 4월, 아르준은 메노르카 오픈 A에서 9점 만점에 7.5점을 기록하며 2명의 다른 선수와 동점을 이룬 후 우수한 타이 브레이크 점수로 우승했다.
2024년 6월, 아르준은 스테판 아바간 기념 2024에서 한 라운드를 남기고 우승했다.
2024년 9월, 아르준은 부다페스트에서 열린 체스 올림피아드에 인도 팀의 일원으로 참가했다. 그는 오픈 부문에서 첫 6라운드 동안 6연승을 기록한 유일한 선수였다. 그는 11라운드에서 10점(+9−0=2)을 기록하며 대회를 마쳤다. 그의 2968의 수행 점수는 그에게 보드 3에서 개인 금메달을 안겨주었고, 인도가 올림피아드에서 사상 첫 팀 금메달을 따는 데 기여했다.
2024년 10월, 아르준은 런던에서 열린 2024년 WR 체스 마스터스컵 결승에서 막심 바시에-라그라브를 아마겟돈 타이 브레이크로 꺾고 우승했다.
2024년 12월, 아르준은 FIDE 레이팅 목록에서 2800점을 넘어서며 역사상 16번째로 그 기록을 돌파한 선수가 되었다.

### 2025
타타 스틸 체스 토너먼트 2025에서 그는 13점 만점에 5.5점(+2−4=7)을 기록하며 10위를 차지했다. 2월 28일부터 3월 14일까지 아르준은 개최된 세 번의 Chess.com 프리스타일 프라이데이 이벤트에서 모두 우승했다. 그는 이 대회에서 우승한 최초의 인도 선수이자 3회 연속 우승을 기록한 유일한 선수이다. 그는 2025년 6월 런던에서 열린 세계 래피드 체스 챔피언십에서 우승한 팀의 일원이었다.

## 수상 및 인정

### 기타
- 스포트스타 신흥 영웅상: 2023[31]
- TOISA 체스 올해의 선수: 2021[32]

## 같이 보기
- 인도의 체스
- 인도 체스 선수 목록
- 체스 그랜드마스터 목록